# Schirdingerovský dům
Schirdingerovský dům je jediným původním štítovým domem na chebském náměstí Krále Jiřího z Poděbrad. Byl původně postaven ve 13. století v gotickém slohu, po požáru v 15. století byl obnoven. V 17. století (konkrétně v letech 1622 až 1626) byl renesančně přestavěn. Původní výrazná fasáda byla obnovena při asanaci centra města v 60. letech 20. století, kdy také došlo k propojení s okolními domy na úrovni prvního, druhého a třetího patra.